# Schwandorf (huyện)
Schwandorf là một Kreis (huyện) ở phía đông của Bayern, Đức. Các huyện giáp ranh là (từ phía đông theo chiều kim đồng hồ) Cham, Regensburg, Neumarkt, Amberg-Sulzbach, Neustadt (Waldnaab), và vùng Plzeň của Cộng hòa Séc.
Các sông chính ở huyện này là sông Naab và Regen.
Huyện được lập năm 1972 thông qua việc hợp nhất các huyện cũ Burglengenfeld, Oberviechtach, Nabburg, Neunburg vorm Wald, và thành phố khô thuộc huyện cũ Schwandorf.

## Thị xã và đô thị
| Thị xã | Markt | Verwaltungsgemeinschaften                                                                                | Đô thị |
| --- | --- | --- | --- |
| 1. Burglengenfeld 2. Maxhütte-Haidhof 3. Nabburg¹ 4. Neunburg vorm Wald¹ 5. Nittenau 6. Oberviechtach 7. Pfreimd¹ 8. Schönsee¹ 9. Schwandorf 10. Teublitz | 1. Bruck in der Oberpfalz 2. Neukirchen-Balbini¹ 3. Schwarzenfeld¹ 4. Schwarzhofen¹ 5. Wernberg-Köblitz 6. Winklarn¹ | 1. Nabburg 2. Neunburg vorm Wald 3. Oberviechtach 4. Pfreimd 5. Schönsee 6. Schwarzenfeld 7. Wackersdorf | 1. Altendorf 2. Bodenwöhr 3. Dieterskirchen 4. Fensterbach 5. Gleiritsch 6. Guteneck 7. Niedermurach 8. Schmidgaden 9. Schwarzach bei Nabburg 10. Stadlern 11. Steinberg am See 12. Stulln 13. Teunz 14. Thanstein 15. Trausnitz 16. Wackersdorf 17. Weiding |
| ¹ được quản lý trong một Verwaltungsgemeinschaft | | | |